# Топориков, Иван Гаврилович
Ива́н Гаври́лович Топо́риков (1919 — 13 октября 1943) — сержант Рабоче-крестьянской Красной Армии, участник Великой Отечественной войны. Герой Советского Союза (1944, посмертно).
В годы Великой Отечественной войны в качестве командира отделения противотанковых ружей 15-го отдельного истребительно-противотанкового дивизиона 180-й стрелковой дивизии 38-й армии Воронежского фронта отличился в ходе битвы за Днепр: в бою 13 октября 1943 года отделение Топорикова выдержало атаку немецких войск и само перешло в контратаку. В ходе боя погиб, преследуя врага.

## Биография
Родился в 1919 году в деревне Мосеево Корчевского уезда (ныне не существует, располагалась на территории, ныне относящейся к Первомайскому сельскому поселению Конаковского района Тверской области; деревня переселена и затоплена при создании Иваньковского водохранилища в 1936—1937 годах) в крестьянской семье.
Окончил 6 классов в средней школе и школу ФЗУ. Работал слесарем на Савёловском машиностроительном заводе в городе Кимры.
В 1941 году добровольцем ушёл на фронт; на службу в Рабоче-крестьянскую Красную Армию был призван Оршанским райвоенкоматом. Участник боевых действий с июля 1941 года. Проходил службу на Воронежском фронте. В 1943 году вступил в ВКП(б).
К осени 1943 года Иван Топориков — командир отделения противотанковых ружей 15-го отдельного истребительно-противотанкового дивизиона 180-й стрелковой дивизии 38-й армии Воронежского фронта. Принимал участие в операции по форсированию Днепра.
12 октября 1943 года отделение под командованием Ивана Топорикова с успехом высадилось на правый берег Днепра. 13 октября немецкие войска перешли в контрнаступление. Немцы собрали все имеющиеся силы и начали непрерывно наносить удары по позициям советских войск.
К исходу противостояния осталось всего лишь несколько бойцов, были на исходе патроны и гранаты. Тогда он приказал оставшимся солдатам взять немецкие автоматы и открыть по противнику огонь из его же оружия. Вскоре к его отряду подошло подкрепление.
Солдаты отделения Ивана Топорикова вместе с другими подразделениями удерживали плацдарм и не только не отошли с занятых позиций, но и отбросили противника. Сам лично уничтожил около 15 солдат противника. В ходе боя он погиб, преследуя врага.
Указом Президиума Верховного Совета СССР «О присвоении звания Героя Советского Союза генералам, офицерскому, сержантскому и рядовому составу Красной Армии» от 10 января 1944 года за «образцовое выполнение боевых заданий командования на фронте борьбы с немецко-фашистскими захватчиками и проявленные при этом отвагу и геройство» удостоен посмертно звания Героя Советского Союза.
Похоронен в братской могиле в селе Лютеж (ныне Киевская область, Украина).

## Память
- В селе Лютеж, где был похоронен Топориков, установлен его бюст.
- В городе Кимры в честь Топориков названа улица[1]. Также имя Топорикова высечено на памятнике павшим воинам у Савёловского машиностроительного завода.

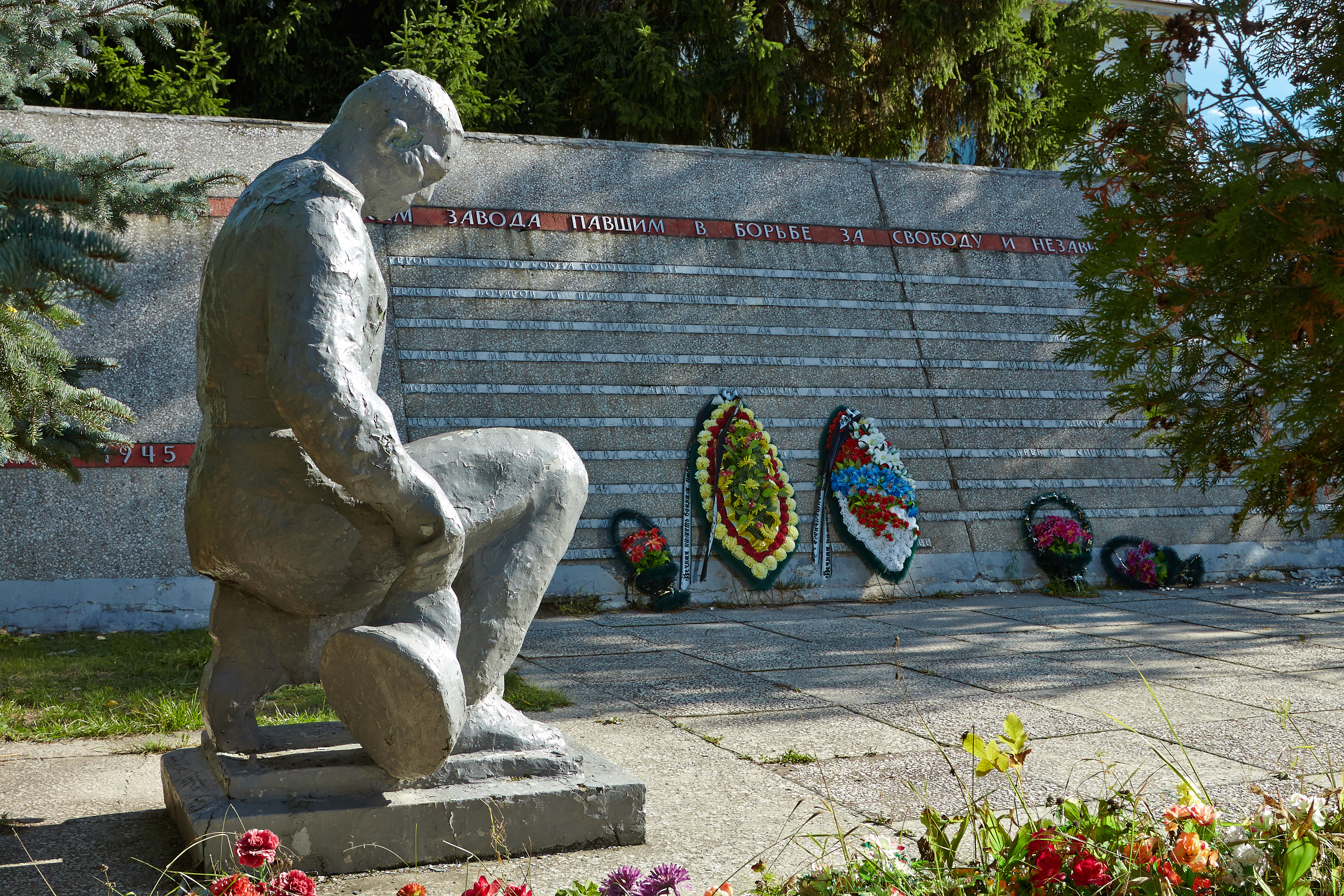
Мемориал павшим воинам у Савёловского машиностроительного завода
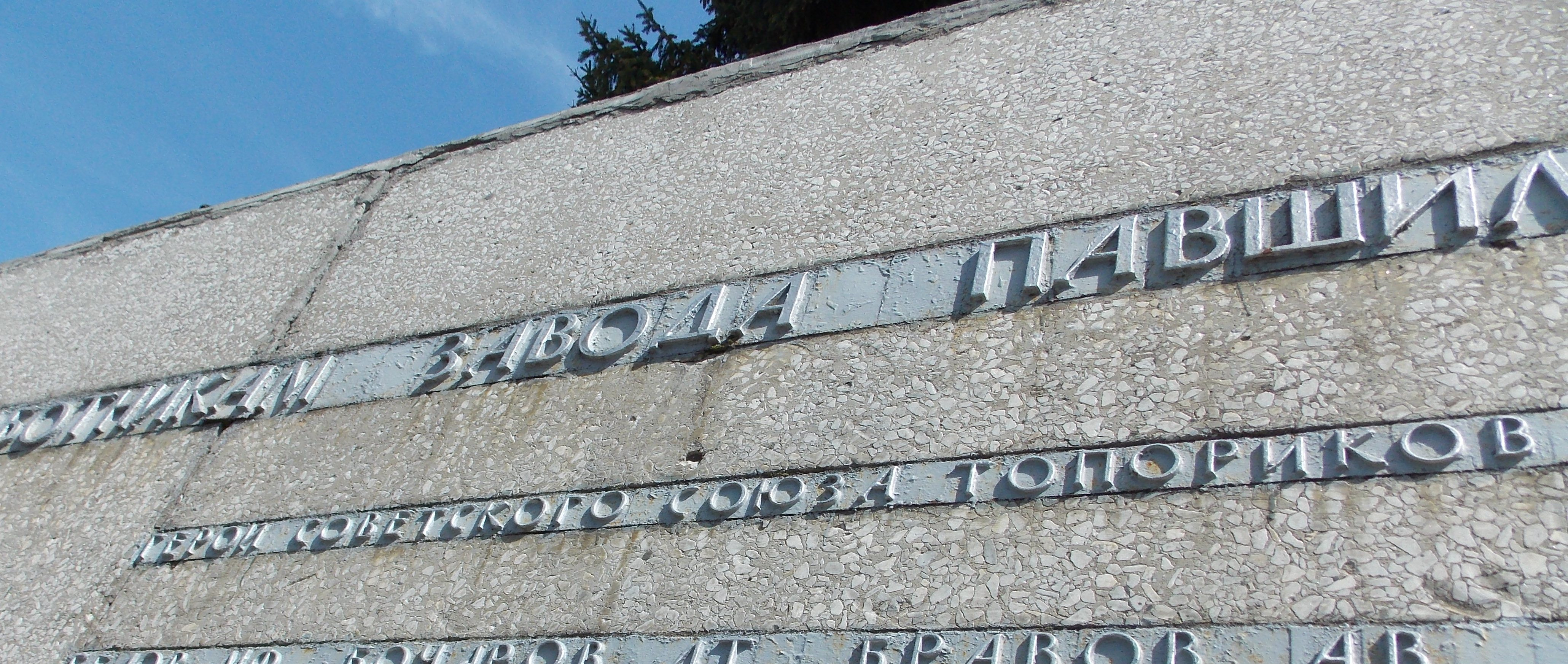
Фрагмент мемориала павшим воинам у Савёловского машиностроительного завода с именем Топорикова